# Rafael Raga Montesinos
Rafael Raga Montesinos (Russafa, Ciutat de València, 8 de desembre de 1910- València, 17 de febrer de 1985.) va ser un cartellista i grafista valencià. Els seus treballs tenen una notable influència del que va ser el seu professor, Josep Renau, sent el seu estil però amb un modelatge colorista i comercial com en el de La verbena de la Paloma.
Raga comença a treballar com a aprenent fent diversos treballs de decoració d'aparadors o disseny de mobles en 1924, mentre es troba estudiant tant a l'Escola d'Arts i Oficis, continuant els seus estudis a l'Acadèmia de Sant Carles de València en 1927, on va tenir com a professor a Josep Renau Montoro i Josep Benlliure. En 1927 realitza el seu primer cartell per a la pel·lícula Napoleón d'Abel Gance.
Amb l'arribada de la II República Espanyola forma part de la penya "El Sifó", organització formada pels cartellistes valencians més destacats del moment. Durant aquesta època realitza treballs molt destacats tals com el cartell de falles en 1932, conegut com El cartell del Fanal, que es convertiria en un dels més reeixits de la història de les falles, i els cartells de les pel·lícules de Cifesa La verbena de la Paloma i El cura de la aldea. Entre 1934 i 1935 planta dos falles a la Plaça de la Reina i la del Tossal. El 30 de juny de 1936, juntament amb altres artistes valencians va plantar un obra titulada A l'ombra del Micalet al parc de Monjuic de Barcelona.
 Als anys 50 tornaria a plantar cadafals i després de la transició democràtica espanyola faria de jurat faller, destacant pel seu criteri innovador i artístic.
Durant la Guerra Civil Espanyola realitza cartells per a l'Aliança d'Intel·lectuals Antifeixistes, i després del final de la contesa és empresonat per diversos motius a la presó de Portacoeli durant tres anys. Després del seu periple carcerari, es veu obligat a canviar la seua signatura, de Raga a Ramón, unió de la primera síl·laba dels seus dos cognoms. Va tindre problemes a l'hora de realitzar els cartells com suprimir el nom de certs directors o actors com el cas de James Cagney, pertanyent a la Lliga Antifeixista Americana, en la pel·lícula Els perills de la glòria.
Abandona en 1968 el món del cinema i treballa com a professor de dibuix a l'Escola d'Arts i Oficis Artístics de València. Mor el 17 de febrer de 1985 després d'una sobtada malaltia.